# Złoty Liść
Złoty Liść – seria wydawnicza „Naszej Księgarni” obejmująca znane pozycje literatury polskiej, ukazujące się w latach 1967–1991. Zaprojektowana została przez polskiego grafika i typografa Leona Urbańskiego. Jest zdobna w charakterystyczny znak liścia klonowego, który pojawia się na każdej okładce, wyróżniającej się obwolucie oraz na stronie przedtytułowej. Książki serii wydawano w szytych, twardych, papierowych lub płóciennych oprawach o różnych kolorach i formatach. Element wspólny stanowił motyw liścia, liternictwo, projekt obwoluty, a także wyklejka zadrukowana dwukolorowym kwiatowym wzorem, spójnym z barwą oprawy.

## Historia
W serii zaplanowano wydanie najcenniejszych utworów polskiej klasyki powieści dla dzieci i młodzieży. Wydawnictwo Nasza Księgarnia uzyskało zgodę Ministerstwa Kultury i Sztuki lepszą oprawę graficzną. Ogłoszono konkurs, który objął projekt okładki, obwoluty, strony tytułowej i znaku graficznego serii. Wygrał go Leon Urbański, który jako znak graficzny serii zaprojektował złoty liść, co wpłynęło na przyjętą nazwę serii. Początkowo książki wydawano w twardych płóciennych oprawach i nietypowym formacie 13,5 × 19,5 cm. Niestety z czasem wydawnictwo musiało zrezygnować z zaplanowanego formatu i płóciennej oprawy. Złoty liść, który był znakiem serii umieszczano na pierwszej stronie okładki, na obwolucie i stronie przedtytułowej. Dodatkowo na skrzydełkach obwoluty umieszczano charakterystykę serii. W książkach były umieszczane czarno-białe ilustracje znanych polskich grafików.

## Publikacje z serii
Ukazało się 47 pozycji, razem 1469087 egzemplarzy:
- 1967 – Walery Przyborowski, Szwedzi w Warszawie, Warszawa.
- 1967 – Zofia Urbanowska, Księżniczka, Warszawa.
- 1967 – Deotyma, Panienka z okienka, Warszawa.
- 1967 – Antonina Domańska, Krysia Bezimienna, Warszawa.
- 1967 – Wacław Gąsiorowski, Huragan, Warszawa.
- 1968 – Wacław Gąsiorowski, Rok 1809, Warszawa.
- 1968 – Wacław Gąsiorowski, Szwoleżerowie gwardii, Warszawa.
- 1968 – Wiktor Gomulicki, Cudna mieszczka, Warszawa.
- 1968 – Władysław Sabowski, Nad poziomy, Warszawa.
- 1968 – Władysław Umiński, Znojny chleb, Warszawa.
- 1969 – Antonina Domańska, Paziowie króla Zygmunta, Warszawa.
- 1969 – Wiktor Gomulicki, Wspomnienia niebieskiego mundurka, Warszawa.
- 1969 – Benedykt Hertz, Ze wspomnień Samowara, Warszawa.
- 1969 – Henryk Sienkiewicz, W pustyni i w puszczy, Warszawa.
- 1970 – Wacław Gąsiorowski, Pigularz, Warszawa.
- 1970 – Walery Łoziński, Zaklęty dwór, Warszawa.
- 1970 – Władysław Umiński, Flibustierowie, Warszawa.
- 1970 – Lucjan Rydel, Ferenike i Pejsidoros, Warszawa.
- 1971 – Juliusz Kaden-Bandrowski, Miasto mojej matki, Warszawa.
- 1971 – Juliusz Kaden-Bandrowski, W cieniu zapomnianej olszyny, Warszawa.
- 1971 – Józef Ignacy Kraszewski, Stara baśń, Warszawa.
- 1971 – Antonina Domańska, Historia żółtej ciżemki, Warszawa.
- 1972 – Halina Górska, Druga brama, Warszawa.
- 1972 – Maria Rodziewiczówna, Straszny dziadunio, Warszawa.
- 1972 – Zofia Żurakowska, „Jutro niedziela i inne opowiadania”
- 1973 – Janusz Korczak, Kajtuś Czarodziej, Warszawa.
- 1974 – Kornel Makuszyński, Szatan z VII klasy, Warszawa.
- 1975 – Zygmunt Nowakowski, Przylądek Dobrej Nadziei, Warszawa
- 1976 – Klementyna Hoffmanowa, Dziennik Franciszki Krasińskiej, Warszawa
- 1979 – Jan Parandowski, Niebo w płomieniach, Warszawa.
- 1979 – Helena Boguszewska, Za zielonym wałem, Warszawa
- 1980 – Andrzej Strug, Dzieje jednego pocisku, Warszawa.
- 1980 – Zofia Urbanowska, Róża bez kolców, Warszawa
- 1981 – Zofia Kossak, Gród nad jeziorem, Warszawa.
- 1984 – Maria Konopnicka, U źródła i inne nowele, Warszawa.
- 1984 – Stefan Żeromski, Syzyfowe prace, Warszawa.
- 1985 – Halina Górska, Nad czarną wodą, Warszawa.
- 1986 – Eliza Orzeszkowa, Panna Antonina i inne nowele, Warszawa.
- 1987 – Bolesław Prus, Przygoda Stasia i inne nowele, Warszawa.
- 1988 – Maria Rodziewiczówna, Lato leśnych ludzi, Warszawa.
- 1988 – Wanda Wasilewska, Pokój na poddaszu, Warszawa.
- 1990 – Ferdynand Antoni Ossendowski, Słoń Birara, Warszawa.
- 1990 – Władysław Reymont, Pewnego dnia i inne nowele, Warszawa.
- 1990 – Melchior Wańkowicz, Szczenięce lata, Warszawa.
- 1991 – Henryk Sienkiewicz, Ta trzecia i inne opowiadania, Warszawa.
- 1991 – Józef Weyssenhoff, Soból i panna, Warszawa.